# Хиросэ, Такэо
Такэо Хиросэ (яп. 廣瀨 武夫 Хиросэ Такэо, новыми иероглифами 広瀬 武夫; 16 июля 1868 — 27 марта 1904) — японский морской офицер, «божественный герой» (яп. 軍神 гунсин) русско-японской войны.
Погиб в ходе морского сражения, разыскивая подчинённого на тонущем корабле, и вследствие этого считается в Японии образцом самопожертвования и отеческой любви к солдатам.

## Биография
Отец Такэо, Сигэтакэ Хиросэ, был самураем княжества Ока в провинции Бунго на севере острова Кюсю. В годы бакумацу (завершения сёгунской эпохи) Сигэтакэ Хиросэ встал на сторону проимператорских сил и после их победы, в эпоху Мэйдзи, работал судьёй.
Вначале семья Хиросэ жила в посёлке Такэта, но их дом сгорел в ходе восстания самураев под руководством Сайго Такамори в 1877 году, после чего они перебрались на Хонсю, в город Такаяма. Окончив младшую школу в Такаяме и отучившись в токийской старшей школе Когёкуся, в 1885 году Такэо вслед за своим старшим братом Кацухико поступил во флотскую военную академию Японии (брат впоследствии дослужился до контр-адмирала). Одновременно Такэо начал заниматься дзюдо в институте Кодокан и с течением времени стал считаться там одним из лучших дзюдоистов.
Выпустившись из академии в 1889 году, Хиросэ получил назначение на броненосный пароходофрегат «Хиэй», где и прослужил до февраля следующего года. После этого он стал боцманом на гидрографическом корабле «Каймон», который занимался изучением и охраной побережья. Во время первой японо-китайской войны Хиросэ служил на броненосце «Фусо» и принимал участие в битве при реке Ялу 1894 года.
Хиросэ был убеждён в неизбежности войны с Россией и находил нужным знать о ней как можно больше. С этой целью он взялся самостоятельно учить русский язык. Его увлечение заметили в военном командовании, и в 1897 году, когда решался вопрос об отправлении на учёбу за границу способных молодых офицеров, Хиросэ был направлен в Россию — жить, учиться и поставлять японскому командованию сведения о состоянии русского флота, военно-морских баз и береговых укреплений. Впоследствии он был назначен военно-морским атташе и в таком качестве оставался в Санкт-Петербурге до 1902 года. Находясь в России, Хиросэ обзавёлся большим количеством знакомых среди русской аристократии и военных чинов, а кроме того неоднократно путешествовал по районам стратегического значения. Он осмотрел укрепления Порт-Артура, главного русского порта на Дальнем Востоке, и проехал по Транссибирской магистрали. Не ограничившись путешествиями по России, он побывал также в Германии, Франции и Великобритании.
Хиросэ изучил русский язык и во время путешествия по России создал переводы нескольких стиховорных произведений Александра Сергеевича Пушкина на классический китайский язык (который в то время знали все образованные японцы) в жанре канси. Он также был одним из первых японцев, прочитавших «Тараса Бульбу» и произведения Алексея Константиновича Толстого.
В 1904 году началась русско-японская война. Хиросэ, имевший на тот момент звание капитана 3-го ранга (яп. 少佐 сё:са), получил назначение на броненосец «Асахи», где командовал торпедными аппаратами. С самого начала войны японцы старались заблокировать гавань Порт-Артура, топя у входа в неё тяжело нагруженные старые пароходы. Хиросэ принимал участие в первой и второй попытке блокады, командуя, соответственно, брандерами «Хококу-мару» (報国丸) и «Фукуи-мару» (福井丸). Во время второй попытки, состоявшейся 14 (27) марта 1904 года, он и погиб. Когда японцы попытались подвести четыре брандера ко входу в гавань, русские заметили их и сейчас же задействовали береговую артиллерию и выслали на перехват эсминцы. «Фукуи-мару» получил от одного из эсминцев пробоину в борту и стал тонуть. Хиросэ отдал приказ взрывать корабль и эвакуироваться, но после переклички не обнаружил среди матросов старшину 1-й статьи Магосити Сугино, который как раз должен был подготовить взрыв в трюме. Хиросэ отказался эвакуироваться и пошёл искать Сугино, но, обшарив весь корабль и убедившись, что старшина не откликается ни на какие призывы, был вынужден идти к спасательной шлюпке. При посадке в неё капитану оторвало голову прямым попаданием русского снаряда. Тело Хиросэ, свалившееся в воду, позже выловили русские моряки и похоронили его со всеми почестями. В японской шлюпке же осталось несколько маленьких кусочков плоти Хиросэ, которые были подобраны матросами и похоронены на японской стороне в присутствии официальных лиц, таких как министр флота Ямамото Гомбэй и императорский посол.

## Прославление
Поступок Такэо Хиросэ, выказавшего столь явную заботу о подчинённом, и его гибель получили в Японии большую известность — не в последнюю очередь благодаря усилиям отдела военной пропаганды. Его посмертно повысили в звании до капитана 2-го ранга (яп. 中佐 тю:са), выстроили в посёлке Такэта синтоистский храм в его честь, его самоотверженность стала предметом стихов и песен, его биография включалась в школьные учебники до конца Второй мировой войны. Капитану Хиросэ поставили бронзовый памятник в Такэте, бюст в Такаяме и скульптурную группу (до настоящего времени не сохранилась) перед станцией Мансэйбаси в Токио, где он был изображён вместе со старшиной Сугино. Основатель Кодокана Дзигоро Кано, у которого Хиросэ в своё время учился дзюдо, посмертно повысил его дан с 4-го до 6-го, а известный японовед Лафкадио Хирн упоминал о распространённости разнообразных сувениров, посвящённых капитану, включая запонки с портретом Хиросэ и подписью «Семь жизней за страну» (яп. 七生報國 ситисё: хо:коку): это патриотическое изречение, принадлежавшее самурайскому полководцу Кусуноки Масасигэ, Хиросэ любил цитировать. Таким образом, Такэо Хиросэ вошёл в пантеон «божественных героев» русско-японской войны и до настоящего времени почитается в храме Ясукуни.
Распространению славы капитана Хиросэ помогала и его безупречная репутация: он всю жизнь не пил, не курил, не увлекался женщинами и не хотел жениться, поскольку считал, что тот, кого могут в любой момент призвать отдать жизнь за родину, жениться не имеет права. Имеются лишь сведения о том, что он питал романтические чувства к некой Ариадне Ковальской, дочери Анатолия Ковальского, специалиста по минному делу из морского технического комитета при морском министерстве России. Сохранилось письмо Хиросэ к своей невестке Харуэ, написанное на открытке с изображением красавицы, напоминавшей, по мнению Хиросэ, Ариадну.
Относительно судьбы старшины Сугино, из-за которого капитан Хиросэ задержался на тонущем корабле, после Второй мировой войны возникли некоторые сомнения. Газета «Асахи симбун» и телекомпания NHK в 1946 году сообщили, будто бы Сугино, прославляемый в своём отечестве как погибший за правое дело, на самом деле жив и намерен вернуться в Японию. Он якобы выжил в ходе боя при Порт-Артуре, так как его, потерявшего сознание от ран, подобрала китайская лодка, и он некоторое время провёл в плену у русских. Услышав о своей всенародной славе в Японии, он вообразил огромный позор, ожидавший его в случае возвращения, и предпочёл поселиться в Маньчжурии. Он дожил там до 80 лет, а после Второй мировой войны был узнан в порту японскими военнопленными, возвращавшимися домой после поражения своей страны. Однако других сообщений о Сугино не последовало, сам он не сделал никаких заявлений по каким-либо информационным каналам, и официальные лица Японии оставили в силе версию его гибели в 1904 году, а сообщения о его спасении объявили безосновательными слухами.

## Награды
- Орден Восходящего солнца 5 степени
- Орден Священного сокровища 5 степени
- Медаль за участие в японо-китайской войне [23]

## Галерея
- Почтовая открытка с изображением красавицы, похожей на Ариадну Ковальскую
- Нисики-э «Великий подвиг капитана Хиросэ». 1904 год
- Открытка с изображением памятника капитану Хиросэ и старшине Сугино перед станцией Мансэйбаси
- Синтоистский храм Хиросэ-дзиндзя в Такэте
- Могила Хиросэ на токийском кладбище Аояма

## Сочинения Такэо Хиросэ
- 『航南私記』 （1904年、修徳園） (Такэо Хиросэ. Ко:нан сики (Дневник о плавании на юг). — Сютокуэн, 1904.)
- 『広瀬武夫全集』 高城知子・島田謹二・司馬遼太郎編 （全2巻、1983年、講談社） (Такэо Хиросэ. Хиросэ Такэо дзэнсю: (Полное собрание сочинений Такэо Хиросэ. В двух томах) / составили Томоко Такаки, Киндзи Симада и Рётаро Сиба. — Коданся, 1938.)

## Такэо Хиросэ в литературе

### В исторической
- 島田謹二『ロシヤにおける広瀬武夫』　『ロシヤにおける広瀬武夫』　（1961年、弘文堂） (Киндзи Симада. Росиа ни окэру Хиросэ Такэо (Такэо Хиросэ в России). — Кобундо, 1961.)
- 高城知子『広瀬家の人々』　　（1980年、新潮社） (Томоко Такаки. Хиросэ-кэ но хитобито (Семейство Хиросэ). — Синтёся, 1980.)
- 児島襄『日露戦争』　（全5巻、1990年、文藝春秋） (Нобору Кодзима. Нити-ро сэнсо: (Русско-японская война). — Бунгэйсюндзю, 1990.)
- 林えいだい『日露戦争秘話 杉野はいずこ? 英雄の生存説を追う』 （1998年、新評論） (Эйдай Хаяси. Нити-ро сэнсо: хива — Сугино ва идзуко? Эйю: но сэйдзон сэцу о оу (Таинственная история русско-японской войны: где же Сугино? По следам слухов о выжившем герое). — Синхёрон, 1998.)

### В художественной
- 司馬遼太郎『坂の上の雲』　（全6巻、1969年～1972年、文藝春秋） (Рётаро Сиба. Сака но уэ но кумо (Облака над холмами. Роман в 6 томах). — Бунгэйсюндзю, 1969—1972. По роману был снят одноимённый телесериал, в роли Хиросэ — актёр Такахиро Фудзимото)
- 高橋安美『軍神広瀬武夫の生涯』　　（2009年、新人物往来社） (Ясуми Такахаси. Гунсин Хиросэ Такэо но сё:гай (Жизнь божественного героя Такэо Хиросэ. Роман). — Син Дзимбуцу Орайся, 2009.)
- 桜田啓『広瀬武夫　旅順に散った「海のサムライ」』　（2009年、PHP研究所） (Кэй Сакурада. Хиросэ Такэо — Рёдзюн ни титта «уми но самурай» (Такэо Хиросэ — павший при Порт-Артуре «морской самурай». Роман). — PHP Institute, 2009.)

### Комментарии
1. ↑  Во многих источниках, в частности, книге Киндзи Симады «Такэо Хиросэ в России» (яп. ロシヤにおける広瀬武夫 Росиа ни окэру Хиросэ Такэо) и историческом романе Рётаро Сибы «Облака над холмами» (яп. 坂の上の雲 Сака но уэ но кумо) имя девушки приводится как Ариадна Ковалевская, а её отца — Владимир Ковалевский